# Gigantisme (évolution)
Pour les articles homonymes, voir Gigantisme (homonymie).
Dans l'évolution, le gigantisme désigne la taille exceptionnellement grande de certaines espèces ou groupes d'espèces par rapport à d'autres espèces ou groupes similaires. Il est caractéristique de conditions environnementales particulières : gigantisme insulaire et gigantisme abyssal (gigantothermie), notamment.
Certaines époques géologiques ont été propices au gigantisme. C'est notamment le cas de la période s'étendant de l'Éocène au Miocène (de −56 à −20 millions d'années, Ma), sans doute une conséquence de l'extinction Crétacé-Paléogène : peu après cette crise, les niches écologiques libérées ont vite été occupées par les survivants, et une course aux armements s'est engagée entre proies et prédateurs, en termes de taille.

## Vertébrés

### Dinosaures
La taille maximale des dinosaures a augmenté tout au long du Mésozoïque, atteignant de grandes valeurs dès la fin du Trias comme Plateosaurus engelhardti, un prosauropode long de 8–10 m et pesant 6–9 tonnes (t). Cette augmentation s'observe chez tous les groupes de dinosaures à l'exception des sauropodes Macronaria et des théropodes coelurosaures (un clade qui comprend notamment les oiseaux).
Le dinosaure le plus grand et le plus lourd dont on ait un squelette complet est Diplodocus carnegii (25 m, 10–16 t). Giraffatitan brancai, connu à partir d'un squelette presque complet, mesurait 12 m de haut, 22,5 m de long et pesait entre 30 et 60 t. D'autres sauropodes étaient sans doute plus grands et plus lourds mais leurs fossiles sont fragmentaires et les estimations hasardeuses. Le plus long est sans doute Supersaurus vivianae (40 m ?), le plus haut Sauroposeidon proteles (18 m ?) et le plus lourd Argentinosaurus huinculensis (80–100 t).
Les dinosaures théropodes, généralement carnivores, ont aussi connu le gigantisme, mais sans atteindre celui des sauropodes (herbivores). Le plus grand et le plus lourd est Spinosaurus aegyptiacus (16–18 m, 9 t). Parmi les oiseaux, la plus grande espèce connue est Gastornis giganteus, qui atteignait 2,15 m de haut et pesait jusqu'à 175–225 kg.

### Mammifères
À l'Oligocène il y a entre 34 et 23 Ma, Paraceratherium, un rhinocéros sans cornes, mesurait 5 m au garrot et 9 m de long, et pesait 17 t. Au Pléistocène à −2 Ma, Gigantopithecus blacki, un grand singe apparenté aux orangs-outans, pesait 400 kg. Il y a 400 000 à 8 000 ans, Megatherium americanum, un paresseux terrestre, mesurait 6 m et pesait 4 t.
Le plus gros mammifère (et le plus gros animal connu de toute l'histoire géologique) est une espèce actuelle, la Baleine bleue (Balaenoptera musculus) : 25 à 27 m de long, 130 t.

### Serpents
Le plus grand serpent connu est Titanoboa cerrejonensis, long de 13 à 14 m et pesant entre 730 et 1 135 kg, qui a vécu au Paléocène il y a 60 à 58 Ma.

## Arthropodes
Des arthropodes de particulièrement grande taille ont vécu dans les forêts du Carbonifère et du Permien, il y a 350 à 250 Ma. La libellule carnivore Meganeura monyi mesurait ainsi jusqu'à 80 cm d'envergure, et le myriapode Arthropleura armata 2,5 m de long pour un poids estimé à 50 kg.

## Végétaux
La hauteur des plantes est limitée par la pression négative dans les tiges, les tissus ne pouvant plus se développer en dessous de −2 MPa. Le record est ainsi détenu par une plante fossile atteignant 130 m, mais les séquoias et les eucalyptus actuels s'approchent fréquemment de la centaine de mètres.
En revanche, les plantes rencontrent peu d'obstacles pour leur croissance horizontale. Les tiges (aériennes) de certains rotins atteignent 200 m de long, tandis qu'une liane enracinée est capable de se développer sur 2 km. L'organisme vivant le plus vaste, le plus lourd et le plus âgé connu est un peuplier faux-tremble (Populus tremuloides) de la Fishlake National Forest (en) (Utah, États-Unis), un arbre-forêt (une colonie clonale) nommé Pando : âgé de 80 000 ans, il comporte 47 000 troncs et s'étale sur 43 ha, pour une masse totale d'environ 6 000 t.

### Filmographie
- Le Mystère des géants disparus, un documentaire français de Paul-Aurélien et Éric Ellena (2018).